# IC 2356
IC 2356 је појединачна звијезда у сазвјежђу Рак која се налази на листи објеката дубоког неба у Индекс каталогу.
Деклинација објекта је + 19° 29' 50" а ректасцензија 8h 25m 0,8s.